# Meridel Le Sueur

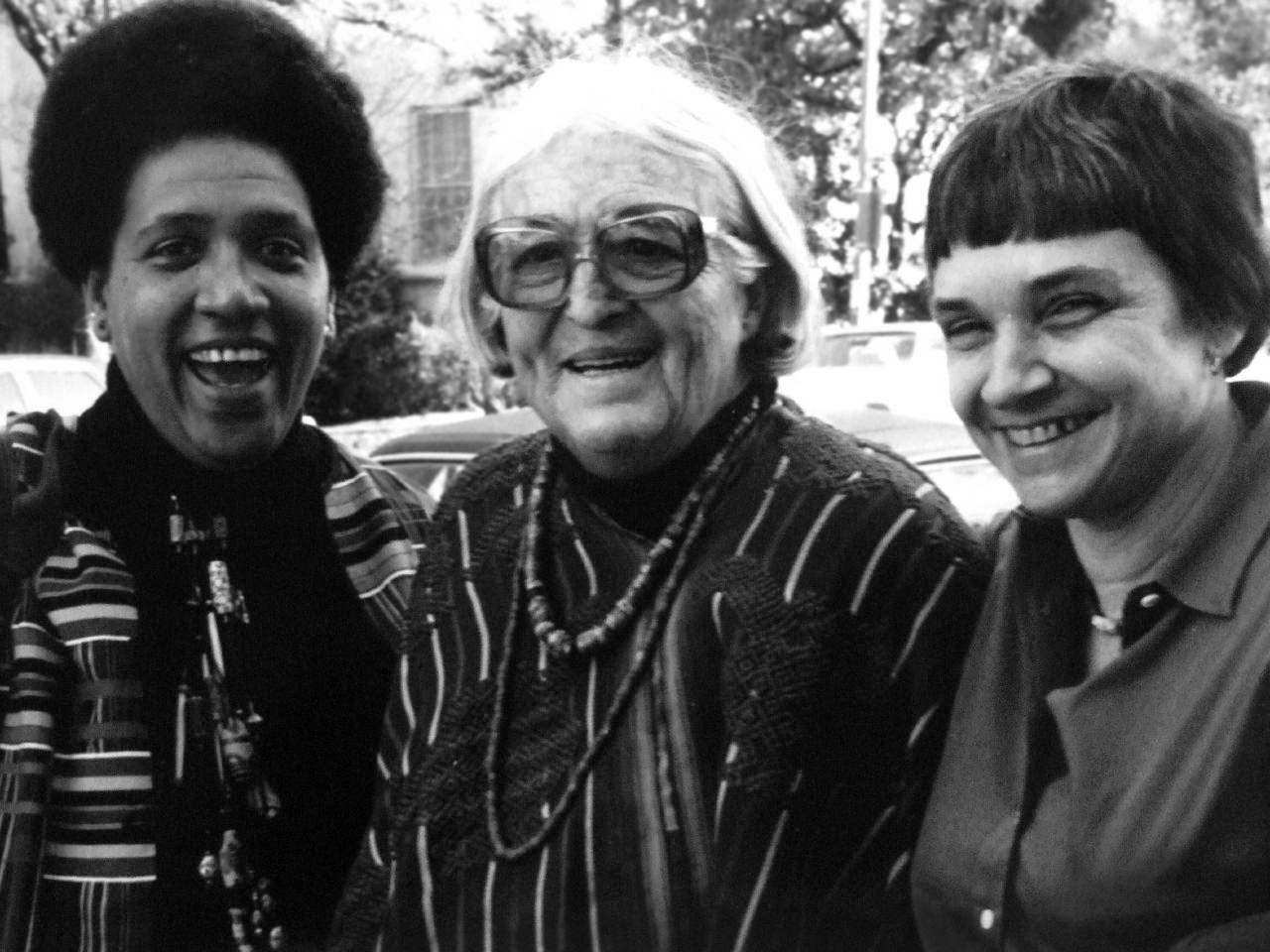
Meridel Le Sueur (Mitte), mit den Autorinnen Audre Lorde (links) und Adrienne Rich (rechts), Fotografie 1980

Meridel Le Sueur (* 22. Februar 1900 in Murray, Iowa; † 14. November 1996 in Hudson, Wisconsin) war eine US-amerikanische Schriftstellerin und Frauenrechtlerin. 

## Leben
Geboren als Meridel Wharton, nahm sie den Namen des zweiten Mannes ihrer Mutter, Arthur Le Sueur, einem Rechtsanwalt und ehemaliger sozialistischer Bürgermeister von Minot, North Dakota, an.
Durch das politische Engagement ihrer Eltern u. a. bei Industrial Workers of the World sowie  Mayme „Marian“ Lucys (Meridel Le Sueurs Mutter) Unterstützung der US-amerikanischen Frauenrechtsbewegung, wurde sie in jungen Jahren stark geprägt. 
Le Sueur begeisterte sich für Gedichte und Geschichten, die sie von indianischen Frauen hörte. Sie brach die High School ab und besuchte die American Academy of Dramatic Arts. Einige Jahre arbeitete sie in Hollywood als Schauspielerin, Stuntfrau, Autorin und Journalistin. Sie schrieb u. a. für liberale Zeitungen über Arbeitslosigkeit, Wanderarbeiter und den Kampf der Ureinwohner Nordamerikas um Autonomie.
Wie andere Schriftsteller ihrer Zeit, etwa John Steinbeck, Nelson Algren und Jack Conroy, schrieb Le Sueur über die Kämpfe der Arbeiterklasse während der Großen Depression in den 30er Jahren. Sie veröffentlichte Artikel in New Masses, American Mercury, The New Republic, Yale Review und The American Mercury.
Ihre bekanntesten Bücher sind North Star Country (1945), die Geschichte des Volkes in Minnesota, und der Roman The Girl, der in den 1930er Jahren geschrieben aber erst 1978 veröffentlicht wurde. In den 1950er Jahren stand Le Sueur als Kommunistin der McCarthy-Ära auf der „Schwarzen Liste“ und hielt sich vornehmlich mit dem Schreiben von Kinderbüchern über Wasser. In der Öffentlichkeit wahrzunehmen ist sie erst wieder in den 1970er Jahren, als feministische Aktivistin, die für ihre Schriften über die Rechte der Frauen gefeiert wurde. 
In ihren späteren Jahren lebte Le Sueur in St. Paul, Minnesota.
Sie war einige Jahre verheiratet mit Harry Rice (Yasha Rubonoff), mit dem sie zwei Kinder hatte.

## Werke (Auswahl)
- 1930er The Girl, Roman
- 1940 Salute to Spring, Kurzgeschichten
- 1945 North Star Country, Gedichte
- 1949 Nancy Hanks of Wilderness Road: A Story of Abraham Lincoln's Mother, Kinderbuch
- 1951 Chanticleer of Wilderness Road: A Story of Davy Crockett, Kinderbuch
- 1954 The River Road: A Story of Abraham Lincoln, Kinderbuch
- 1954 Little Brother of the Wilderness: The Story of Johnny Appleseed, Kinderbuch
- 1973 Conquistadores
- 1974 Mound Builders
- 1975 Rites of Ancient Ripening, Gedichte
- 1982 O.K. Baby
- 1984 Crusaders: The Radical Legacy Of Marian And Arthur Lesueur
- 1984 I Hear Men Talking and Other Stories
- 1987 Sparrow Hawk, Kinderbuch
- Ripening: Selected Work herausgegeben von Elaine Hedges, The Feminist Press, 1993